# Xã Departee, Quận Independence, Arkansas
Xã Departee (tiếng Anh: Departee Township) là một xã thuộc quận Independence, tiểu bang Arkansas, Hoa Kỳ. Năm 2010, dân số của xã này là 215 người.